# Grete Sultan
Grete Sultan   (Berlín, 21 de juny de 1906 - Manhattan, 26 de juny de 2005) va ser una pianista germano-americana
Nascuda a Berlín en una família jueva musical, va estudiar piano des de ben jove amb el pianista nord-americà Richard Buhlig i més tard amb Leonid Kreutzer i Edwin Fischer. El 1933, després que els nacionalsocialistes arribessin al poder a Alemanya, se li prohibí, com tots els jueus, tocar en públic i només podia aparèixer als concerts de la "Jüdischer Kulturbund" (Associació de Cultura Jueva).
Amb l'ajut de Buhlig, Sultan va fugir d'Alemanya el 1941 a través de Lisboa, d'on va emigrar als Estats Units amb vaixell. Es va establir a la ciutat de Nova York i va començar a ensenyar piano, primer al "Vassar College" i al 92nd Street i, després a la "Masters School" de Dobbs Ferry a l'estat de Nova York. A mitjans de la dècada de 1940 va conèixer el compositor John Cage i es va fer bons amics amb ell, i va ser a través de Sultan que Cage va conèixer un dels seus estudiants, Christian Wolff, que va donar a Cage el seu primer exemplar de lI Ching —un llibre que va donar forma als mètodes de composició de Cage durant les dècades posteriors.
Cage va dedicar dues peces a Sultan. La primera era part del seu música per a piano sèries, música per a piano 53-68. El 1974, quan Sultan aprenia la música dels canvis de Cage, el compositor li va oferir escriure música nova i el resultat va ser un monumental cicle de piano, Etudes Australes. Sultan va fer la primera gravació de l'obra i la va tocar en concerts arreu del món. També va interpretar la música d'Alan Hovhaness i Tui St. George Tucker, però els compositors contemporanis no van ser els únics que l'interessaven: als anys 40 va ajudar a popularitzar la música de Bach. Goldberg Variations i els seus programes de concerts incloïen música de Beethoven, Chopin i de Schubert a Stravinski, Earle Brown i Morton Feldman.
Grete Sultan va fer el seu darrer recital el 1996, als 90 anys, a la sala de concerts Merkin de Nova York, interpretant les variacions Goldberg de Bach. Va morir a un hospital de Manhattan cinc dies després del seu 99è aniversari. La primavera de 2012, "Schott Music", Alemanya, va publicar la primera biografia sobre Grete Sultan, titulada "Rebellische Pianistin. Das Leben der Grete Sultan zwischen Berlin und New York", escrita per l'autor amb seu a Hamburg Moritz von Bredow .

## Discografia
- John Cage: Etudes Australes {Wergo 60152/55 (Edició John Cage)}
- "Grete Sultan - The Legacy, Vol. 1": Bach (Variacions Goldberg), Debussy, Schoenberg i Cage {Concord 42030}
- "Grete Sultan - The Legacy, Vol. 2": Beethoven (Variacions Diabelli), Copland, Wolpe, Hovhaness, Cage ua {Labor 7038-2}
- Grete Sultan - Piano Seasons (1-Bach; 2-Beethoven; 3-Schubert/Schumann; 4-Schönberg/Copland/Weber/Wolpe/Hovhaness/Cage/Ichiyanagi) {Wergo WER 40432, 4 CDs}